# オリオン座タウ星
オリオン座τ星（英語: Tau Orionis）はオリオン座に位置している単独の恒星で、4等星である。

## 特徴
リゲルからδ星へ線を引くと、τ星は、その線上において、δ星までの距離の約6分の1の場所に位置して見える。肉眼でも観望可能で、視等級は3.59等である。年周視差は6.6ミリ秒で、この値に基づくと、τ星までの距離は約490光年となる。
オリオン座τ星は、B5IIIのスペクトル分類を持つB型巨星である。半径は太陽の5.4倍で、質量は6.2倍とされている。表面温度は10,829Kで、太陽よりも933倍明るい。誕生から6300万年が経過していると考えられており、秒速16.9kmの特有速度を持つ。寿命を迎えた後は、太陽の0.95倍の質量を持った白色矮星に進化するとされている。
オリオン座τ星は2011年現在、周囲に3つの見かけの重星を持っている。τ星をAとして、約33.3度離れた位置に11等級の恒星Bが存在しており、その恒星Bから3.8度離れた位置に10.9等級の恒星Cが存在している。τ星から36度離れた位置に10.9等級の恒星Dがある。恒星Dに関しては、τ星の真の伴星である可能性が示されており、仮に連星である場合、少なくとも6,100au離れた軌道を約18万年かけて公転している事になる。

## 名称
Richard H. Allenによると、この星はエリダヌス座β星、λ星、ψ星と共に「The Central Oneの椅子（または足乗せ台）」を意味するAl Kursiyy al Jauzahだとされた。しかし、Technical Memorandum 33-507 - A Reduced Star Catalog Containing 537 Named Stars, Al Kursiyy al Jauzahに記されている星表には、エリダヌス座β星はCursa、λ星はAl Kursiyy al Jauzah I、ψ星はAl Kursiyy al Jauzah IIとされ、オリオン座τ星は除外されている。
中国では、τ星を含む上記の4つの恒星は、玉井(Yù Jǐng)と呼ばれる星官を構成しており、τ星はこの中で4番目の恒星とされているため、玉井四(Yù Jǐng sì)と呼ばれる。この中国の名称より、τ星はYuh Tsingとも呼ばれる。